# Allan Bohlin
Karl Allan Clarence Bohlin, född 5 november 1907 i Oscars församling i Stockholm, död 23 januari 1959 i Kungsholms församling eller Ulrika Eleonora församling i Stockholm, var en svensk skådespelare.

## Biografi
Bohlin inledde sin karriär som teaterskådespelare med att turnera med Vilhelm Olins teatersällskap 1930–1931. 1930 engagerades han vid Oscarsteatern. Han var engagerad vid Klippans sommarteater uppe på Danviksklippan, Vasateatern och Konserthusteatern 1931–1932 samt Folkteatern 1933. Där vid Folkteatern fick han sin första stora chans i Sverige är räddat av Erik Lindorm med Isa Quensel och med Sigurd Wallén som regissör. 
Karin Swanström hade tidigare varit teaterdirektör för turnerande teatersällskap. Efter det att Karin Swanström blivit Svensk Filmindustris produktionschef, sett Sverige är räddat på Folkteatern, så engagerades Allan Bohlin till Svensk Filmindustri (SF) och Filmstaden i Råsunda, från 1934 och framåt under 1940-talet. Allan Bohlin medverkade i över 40 filmer, och spelade ofta i komedier, men gjorde även dramatiska roller. 
Han blev återigen engagerad vid Oscarsteatern, nu i den österrikiska operetten Vita hästen 1935 och därefter vid Vasateatern 1939. 
Allan Bohlin var gift från 1937 med sitt livs stora kärlek, skådespelerskan och sångerskan Ulla Sorbon till dess hon avled 1941, 26 år gammal. De träffades 1935 på Oscarsteatern när de medverkade i operetten Vita Hästen med gästspel av Max Hansen i huvudrollen. Allan Bohlin i rollen som advokat Otto Siedler jur dr och Ulla Sorbon som professor Hinzelmans dotter Klärchen. Ulla Sorbons systerdotter Ulla Neumann döptes efter sin avlidna moster. 
Sitt verkliga genombrott som filmskådespelare fick Bohlin med filmen Valfångare år 1939. Filmteamet med fotograferna Julius Jaenzon (A-foto) och Gunnar Fischer (B-foto) och filmskådespelarna Allan Bohlin, Artur Rolén och Oscar Egede-Nissen avreste i oktober 1937 med fartyget Kosmos II till Södra Ishavet och var borta i sju månader och kom tillbaka i maj 1938. Tiden mellan åren 1937-38 var en rekordsäsong i valfångstens historia. Filmen premiärvisades först den 23 augusti 1939 på biograf Saga i Sala. På grund av att Tyskland angriper Polen den 1 september 1939, den 3 september förklarade Frankrike och Storbritannien krig mot Tyskland och att krigsutbrottet ledde till vad som kom att bli upptakten till det andra världskriget, så kom filmen inte upp förrän den 9 november 1939 på biografen Chinateatern i Stockholm, vilken ägdes av SF. Filmkritikern Bengt Idestam-Almquist skrev under signaturen "Robin Hood" i Stockholms-Tidningen att "Det är bäst att ta de stora orden genast: Valfångare är den första alltigenom fullgoda film som gjorts i Sverige sedan 'storhetstiden', den första filmen av högsta världsklass." Filmen Valfångare kom att tävla vid filmfestivalen i Venedig 1939. 
Vid Centralförbundet Folk och Försvars utställning på Historiska museet i Stockholm i september 1940, presenterades  under beredskapstiden en symbol för den inkallade svenske beredskapssoldaten, ”58 Karlsson”. ”Här står 58 Karlsson, Karlsson är officer, han är menig, han tillhör armén, marinen och flyget. Han är bara en enkel svensk soldat.” Utställningen gav Einar Molin, Gardar Sahlberg och Henry Charles uppslag till nyårsrevyn "Hatten av för folket" på Folkets hus teater 1941, där Bohlin nu i januari för första gången fick spela revy, och då i rollen som den nyligen inkallande svenska beredskapssoldaten 58 Karlsson, "beredd att värja sitt hem", "beredd att bevara till fredens år", "vårt svenska land", "vårt svenska liv". Soldat 58 Karlsson som symbol för den svenske beredskapssoldaten användes under beredskapstiden i försvarspropagandan ända fram till krigsslutet i maj 1945. Under beredskapstiden tjänstgjorde Bohlin som fältartist. Bohlin blev senare engagerad revyskådespelare hos Gustaf Wally på Södra Teatern. 
Bohlin började träna boxning i BK Örnens träningslokal på Ringvägen 127 på Södermalm inför rollen som teologie studerande Björn Harring i filmen Prästen som slog knockout. Allan Bohlin gifte om sig 1943 med Anna Stina Rosblad, med vilken han var gift fram till sin död 1959.
År 1946 medverkade Allan Bohlin i regidebuterande Ingmar Bergmans film Kris. Av Victor Sjöströms dagbok framgår att Carl Anders Dymling tvingade Ingmar Bergman att mot hans vilja ta Allan Bohlin i den manliga huvudrollen.
Under 50-talet turnerade Bohlin en del med Riksteatern och gästspelade även i Malmö och Göteborg. 
Vid Bohlins 50-årsdag den 5 november 1957 skrev tidningen Aftonbladet att "Beklagligt nog sker jubileet under en svår sjukdomsperiod, som förklarar att det varit så tyst kring Allan Bohlins namn på sistone. Han dras med gallbesvär, som i flera omgångar bundit honom vid sjuksängen långa perioder, nu senast i hela sju månader. Just nu är han emellertid på benen i väntan på en avgörande operation efter födelsedagen, som blir ett kärkommet tillfälle för hans många vänner att önska god bättring." Allan Bohlin avled fredagen den 23 januari 1959 på Karolinska sjukhuset efter en längre tids sjukdom och begravdes i sin fars grav på Norra begravningsplatsen utanför Stockholm. Jordfästningen ägde rum onsdagen den 4 februari 1959 i Heliga Korsets kapell. Officiant var komminister Richard Sjöstrand. För sällskapet Stallbröderna talade Sigvard Törnqvist, som uppvaktade med standar, och operasångaren Einar Andersson som sjöng.

## Filmografi i urval
- 1934 – Fasters millioner
- 1934 – Atlantäventyret
- 1934 – Sången till henne
- 1935 – Ungkarlspappan
- 1935 – Under falsk flagg
- 1935 – Valborgsmässoafton
- 1936 – Johan Ulfstjerna
- 1936 – 65, 66 och jag[9]
- 1937 – Klart till drabbning
- 1937 – O, en så'n natt!
- 1937 – Pappas pojke
- 1937 – Ryska snuvan
- 1937 – Familjen Andersson
- 1939 – Åh, en sån grabb!
- 1939 – Landstormens lilla Lotta[9]
- 1939 – Valfångare
- 1939 – Ombyte förnöjer
- 1940 – Stora famnen
- 1940 – Snurriga familjen
- 1941 – Gentlemannagangstern
- 1941 – Lärarinna på vift
- 1941 – Stackars Ferdinand
- 1941 – Tåget går klockan 9
- 1943 – Stora skrällen
- 1943 – Prästen som slog knockout
- 1944 – Lilla helgonet
- 1944 – Sabotage (alt. titel Se opp för spioner)
- 1944 – Nyordning på Sjögårda
- 1945 – Oss tjuvar emellan eller En burk ananas
- 1945 – Moderskapets kval och lycka
- 1946 – Det glada kalaset
- 1946 – Per Albin svarar: Välkomna till oss[10]
- 1946 – Kris
- 1947 – Nattvaktens hustru
- 1948 – Hjältar mot sin vilja
- 1948 – Flottans kavaljerer
- 1948 – En ljusare framtid
- 1950 – Södrans revy
- 1952 – Kronans glada gossar
- 1953 – Terras fönster nr 7
- 1954 – De röda hästarna
- 1954 – Flicka utan namn
- 1956 – På heder och skoj
- 1956 – Den tappre soldaten Jönsson
- 1956 – Det händer på skogen

## Teater

### Roller (ej komplett)
| År   | Roll                 | Produktion                                                          | Regi             | Teater             |
| ---- | -------------------- | ------------------------------------------------------------------- | ---------------- | ------------------ |
| 1933 |                      | Sverige är räddat Erik Lindorm                                      | Sigurd Wallén    | Folkteatern        |
| 1933 |                      | En kvinna med flax Brita von Horn                                   | Per-Axel Branner | Folkteatern        |
| 1935 | advokat Otto Siedler | Vita hästen Hans Müller, Ralph Benatzky och Kar de Mumma            | Max Hansen       | Oscarsteatern      |
| 1939 |                      | Katten i säcken Ladislaus Szilagyi och Michael Eisemann             | Emanuel Gregers  | Vasateatern        |
| 1941 | soldat 58 Karlsson   | Hatten av för folket Einar Molin, Gardar Sahlberg och Henry Charles | Ragnar Klange    | Folkets hus teater |

## Diskografi
Inspelningar på His Master's Voice: 
- 58 Karlsson / Emy Hagman / (Sune Waldimirs) Orkester (Insp. 07.01.1941) / X 6510 /
- Möt lyckan på halva vägen (ur Södrans nyårsrevy 1941 "Flaggan i topp") / Södra teaterns orkester (Insp. 07.01.1940) / X 6511 /
- När kvällens skuggor falla (ur Södrans nyårsrevy 1941 "Flaggan i topp") / Margita Sylvén - Systrarna Sorbon / Södra teaterns orkester (Insp. 07.01.1940) / X 6511 /